# 奇克拉纳德塞古拉
奇克拉纳德塞古拉，是西班牙安达卢西亚自治区哈恩省的一个市镇。总面积236平方公里，总人口1214人（2001年），人口密度5人/平方公里。